# Theodore W. Pietsch

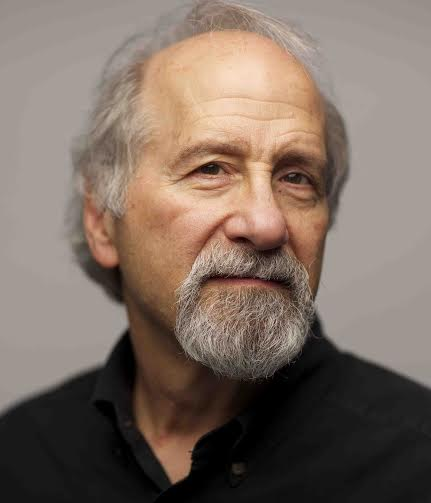
Pietsch (2014)

Theodore Wells Pietsch (ur. 6 marca 1945) – amerykański ichtiolog i nauczyciel akademicki.
W 1967 roku uzyskał licencjat (B.A.) z zoologii na University of Michigan, w 1969 magisterium (M.S.) z biologii na University of Southern California, a w 1973 doktoryzował się z biologii na tej samej uczelni. Następnie przez dwa lata pracował w Museum of Comparative Zoology na Uniwersytecie Harvarda, po czym został adiunktem w California State University w Long Beach. Od 1978 roku pracuje w University of Washington, od 1984 jest profesorem zwyczajnym. Należy m.in. do Towarzystwa Linneuszowskiego w Londynie oraz American Association for the Advancement of Science. Brał udział w licznych ekspedycjach badawczych, jest autorem ponad stu publikacji naukowych. Opisał kilkadziesiąt gatunków ryb, m.in. Lasiognathus amphirhamphus w 2005 roku i Histiophryne psychedelica w 2009.
Pietsch badał niekiedy kopalne ryby, jednak przeważnie zajmuje się ichtiologią morską, zwłaszcza systematyką biologiczną, zoogeografią, biologią rozrodu oraz zachowaniami ryb głębinowych.